# Boris Benecke

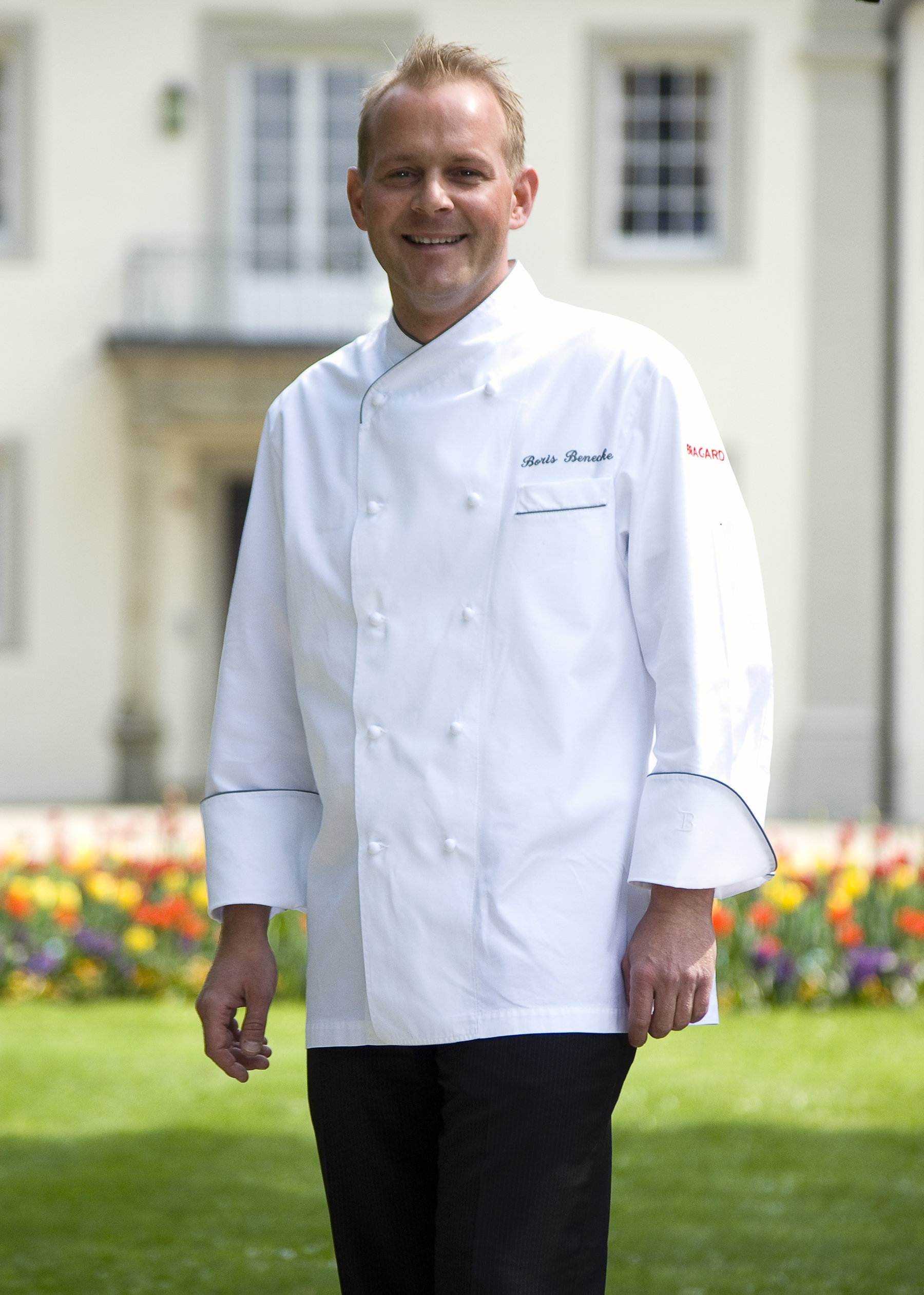
Boris Benecke 2010

Boris Benecke (* 15. Oktober 1976 in Flensburg) ist ein deutscher Koch.

## Leben
Benecke lernte von 1994 bis 1997 im Hotel Intermar in Glücksburg. Er schloss als Landesbester in Schleswig-Holstein ab. Benecke lernte und arbeitete unter anderem im Restaurant Marinas in Hamburg von 1997 bis 1999 und bei Heinz Winkler in Aschau im Chiemgau bis 2001. Von 2001 bis 2002 bei Harald Wohlfahrt in Baiersbronn. Ab dem Jahr 2002 war er stellvertretender Küchenchef im Vier-Sterne-Hotel Paradies in Ftan, 2007 wurde er dort als Nachfolger von Eduard Hitzberger Küchenchef im Gourmet-Restaurant „La Bellezza“ im Hotel Paradies und erkochte zwei Sterne im Guide Michelin.
Ab April 2009 war Benecke Küchenchef im Wald & Schlosshotel Friedrichsruhe in Zweiflingen, das neben einem Gourmet-Restaurant und der Jägerstube auch ein Spa Bistro sowie die Waldschänke beherbergt. Das Wald & Schlosshotel Friedrichsruhe und das Gourmet-Restaurant wurden 2010 als „Gourmet-Residenz l’Art de Vivre“ ausgezeichnet.
Ende 2015 gab Benecke bekannt, dass er Friedrichsruhe verlässt.

## Auszeichnungen
- 2008: „Aufsteiger des Jahres“ in der Schweiz vom Der Große Restaurant & Hotel Guide
- 2012: Ein Stern im Guide Michelin
- 2012: 16 Punkte im Gault Millau

## Publikationen
- Eduard Hitzberger und Boris Benecke: Große Küche Light. Himmlisch leichte Rezepte aus dem „Paradies“, AT Verlag, 2007, ISBN 978-3-03800-305-2